# Gobiopsis pinto
Gobiopsis pinto is een straalvinnige vissensoort uit de familie van grondels (Gobiidae). De wetenschappelijke naam van de soort is voor het eerst geldig gepubliceerd in 1947 door Smith.